# فيصل غراس
فيصل غراس (مواليد 7 أبريل 1993) هو لاعب كرة قدم مغربي ولد في بلجيكا يلعب حاليًا لصالح نادي هارت أوف ميدلوثيان في الدوري الأسكتلندي الممتاز. يلعب كمدافع.

## مسيرة الأندية
وقّع فيصل عقدًا مع نادي هارت أوف ميدلوثيان في يونيو 2016. وأحرز أولى أهدافه مع الفريق في مباراة انتهت بالتعادل 3-3 أمام إنفرنيس يوم 29 أكتوبر 2016.

## المسيرة الدولية
ولد في بلجيكا لأبوين من أصول مغربية. لعب أولى مبارياته مع منتخب المغرب أمام ألبانيا في أغسطس 2016.

## إحصائيات
| النادي             | الموسم  | الدوري | الدوري | كأس الدوري | كأس الدوري | الكأس المحلي | الكأس المحلي | أوروبا | أوروبا | أخرى | أخرى  | المجموع | المجموع |
| النادي             | الموسم  | ظهور   | أهداف  | ظهور       | أهداف      | ظهور         | أهداف        | ظهور   | أهداف  | ظهور | أهداف | ظهور    | أهداف   |
| ------------------ | ------- | ------ | ------ | ---------- | ---------- | ------------ | ------------ | ------ | ------ | ---- | ----- | ------- | ------- |
| فيزيه              | 2013–14 | 31     | 7      | 0          | 0          | 1            | 0            | 0      | 0      | 0    | 0     | 28      | 7       |
| فيزيه              | المجموع | 31     | 7      | 0          | 0          | 1            | 0            | 0      | 0      | 0    | 0     | 32      | 7       |
| سينت ترويدن        | 2014–15 | 19     | 1      | 0          | 0          | 1            | 0            | 0      | 0      | 0    | 0     | 20      | 1       |
| سينت ترويدن        | 2015–16 | 28     | 0      | 0          | 0          | 1            | 0            | 0      | 0      | 0    | 0     | 29      | 0       |
| سينت ترويدن        | المجموع | 47     | 1      | 0          | 0          | 2            | 0            | 0      | 0      | 0    | 0     | 49      | 7       |
| هارت أوف ميدلوثيان | 2016–17 | 19     | 1      | 0          | 0          | 0            | 0            | 4      | 0      | 0    | 0     | 23      | 1       |
| هارت أوف ميدلوثيان | المجموع | 19     | 1      | 0          | 0          | 0            | 0            | 4      | 0      | 0    | 0     | 23      | 1       |
| المجموع            | المجموع | 93     | 9      | 0          | 0          | 3            | 0            | 4      | 0      | 0    | 0     | 100     | 9       |

## روابط خارجية
- فيصل غراس على موقع قاعدة بيانات كرة القدم.إي يو (الإنجليزية)
- فيصل غراس على موقع ناشيونال فوتبول تيمز (الإنجليزية)
- فيصل غراس على موقع Soccerbase.com (لاعب) (الإنجليزية)
- فيصل غراس على موقع Soccerway.com (الإنجليزية)
- فيصل غراس على موقع عالم كرة القدم.نت (الإنجليزية)
- Soccerway